# 關門海峽

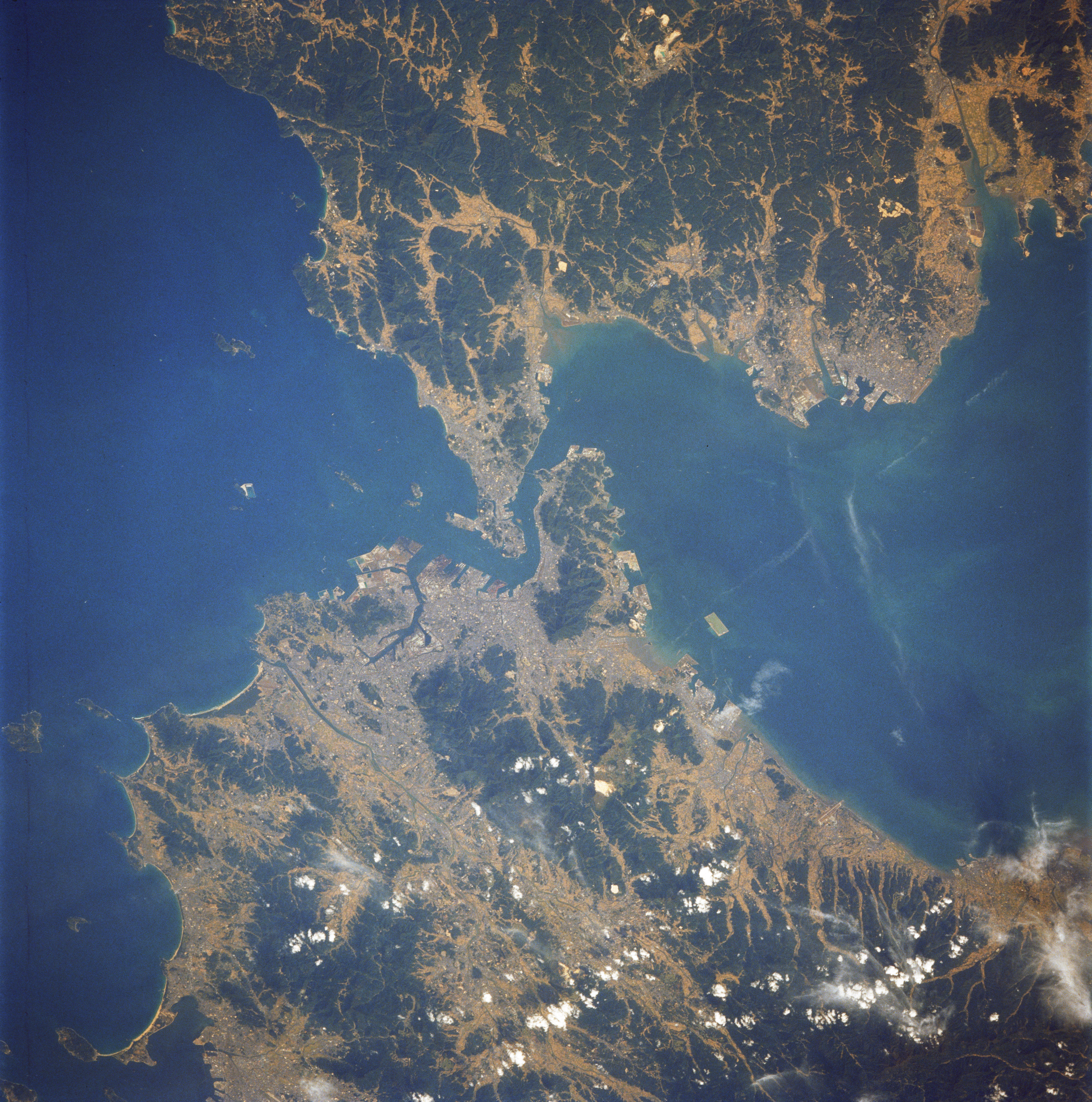
關門海峽的衛星照片，上為下關市，下為北九州市

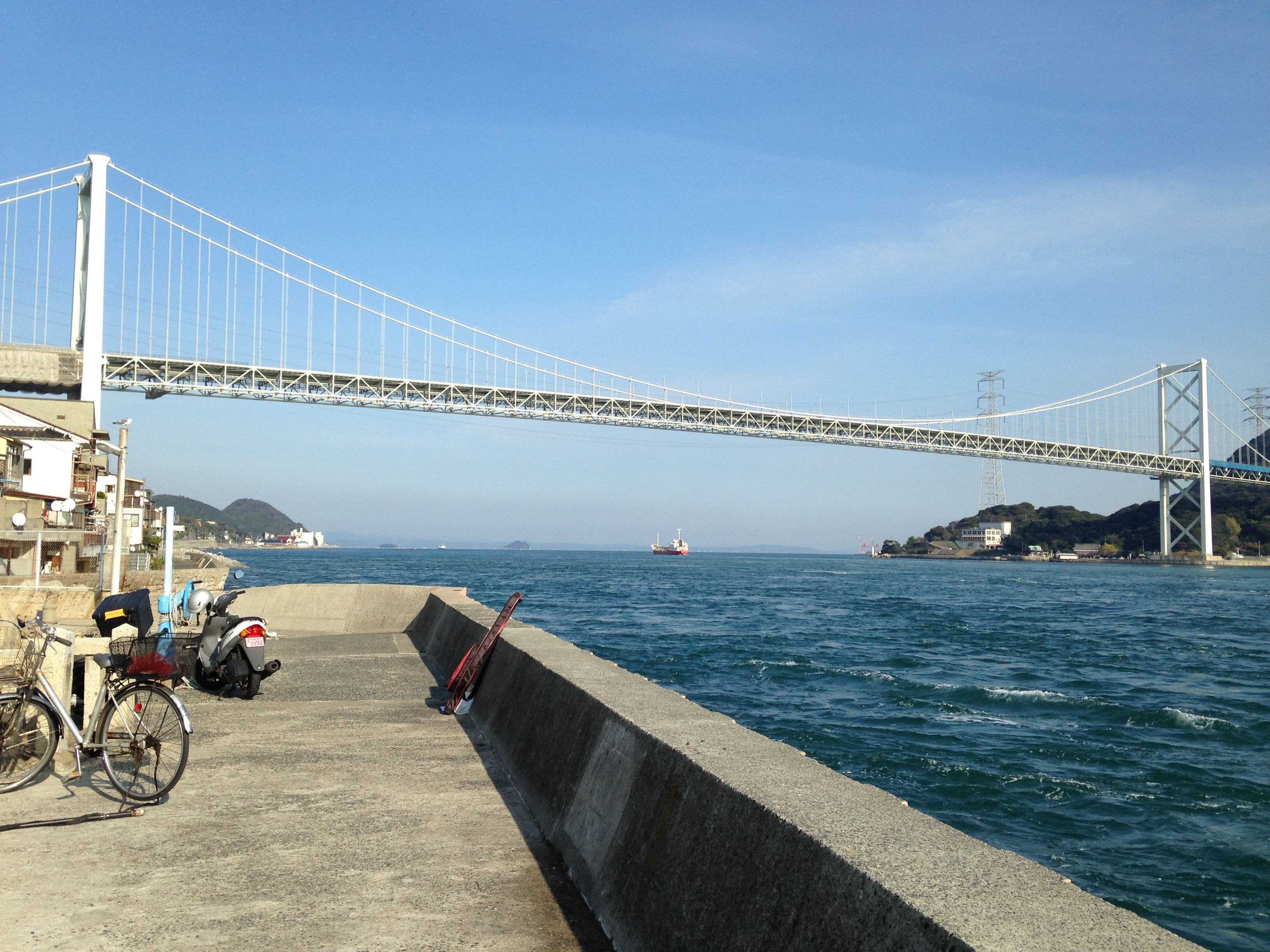
橫跨關門海峽的關門橋，於1973年11月14日開通，為一座高速公路專用橋

關門海峽（日语：〔〕／ Kanmon kaikyō */?）是位於日本本州、九州兩大島之間的海峡，連接日本海與瀨戶內海；海峽南岸為福岡縣北九州市，北岸為山口縣下關市。舊名馬關海峽（／ Bakan kaikyō）、穴戶海峽（穴戸海峡）、下之關海峽（下之関海峡），現在的名稱來自於海峽兩側的下關市與北九州市門司區。宽度600米，最深47米。近代以來，隨著交通的改善，形成以海峽南北兩岸的北九州、下關兩市為中心的關門都市圈。

## 交通
目前關門海峽建有3座海底隧道、1座跨海大橋，串聯海峽兩側的交通。相對於日本其他本土島嶼間的海峽，關門海峽較為狹窄，在興建跨海通道上難度較低，因此日本開始20世紀初期工業化後就已經在構思造橋鋪路的工程。
首先於1936年9月動工的山陽本線關門鐵路隧道，於1942年7月通车；上行线长3,604公尺，下行线长3,614公尺，1500V直流电气化。
二戰期間此海峽被美軍攻擊多次，戰後多年海底仍有一定數量的未爆彈，1958年3月9日，關門國道隧道通车，为双向单车道，长3,641m，限速60km/h，最低海拔-56m，附設行人專用隧道。1973年11月14日，關門橋（關門自動車道）通車。1975年，山阳新干线新关门隧道通车。

## 地理
關門海峽周邊地區於末次冰河時期曾經是陸地（距今約7萬至1萬年前）。但隨著氣候變暖與海平面上升，海水進入窪地而形成了海峽。
目前，海峽最深處達47公尺，此外，在潮汐高峰時，關門海峽的潮汐流可以超過10節。

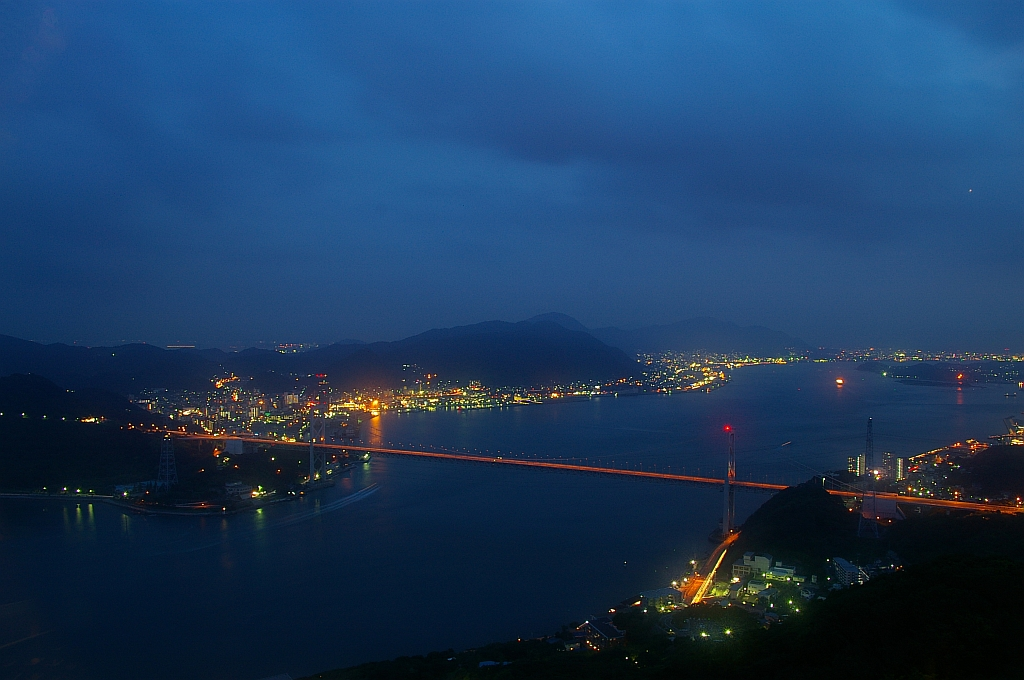
夜景

## 歷史
約6000年前，本州與九州分離，形成關門海峽。關門海峽在對外關係上是交流貿易和防禦的基地，在國內交通上是本州和九州的節點，也是連接日本海和瀨戶內海的重要海上交通要道。

## 外部連結
- （日語）Kanmon straits guide （页面存档备份，存于）
- Kanmon straits on Wikivoyage